# 丛异鹩
丛异鹩（Xenicus longipes）是紐西蘭特有的一種非常細小及差不多不懂得飛行的鳥類。牠們只有約9厘米長及16克重。牠們主要是吃無脊椎動物，多是在樹枝上捕食的。牠們會在或近地面上築巢。
其种加词“longipes”意为“长足的”。
長足異鷯於19世紀末時仍廣泛分佈紐西蘭，但當鼬科及大家鼠等掠食者入侵後情況後就不同了。自1900年後，確實觀察到北島亞種X. l. stokesi只有於1918年及1955年分別在瑞姆塔卡山及烏雷威拉，1949年及1911年分別在懷卡雷蒂湖及卡皮蒂島可能觀察到牠們。最後生存的長足異鷯是生活在現在烏雷威拉國家公園的地方，但諷刺的是公園成立之時正是牠們滅絕之時。
長足異鷯的南島亞種X. l. longipes於1966年及1968年分別在阿瑟通道及納爾遜湖國家公園被觀察到。另外亦有一些在菲奧德蘭未確認的觀察報告。
第三個長足異鷯的亞種是X. l. variabilis，是在斯圖爾特島及附近箱島嶼發現。牠們一直生活在斯圖爾特島至1951年，但可能被野貓掠食至消失。牠們亦有一些生活在Kotiwhenua島上至1960年代初。另外，牠們在沒有掠食者的Big South Cape Island上生活了一段時間，直至1964年黑鼠入侵之後就消失了。
曾有嘗試移離長足異鷯來保護牠們，移走的6隻最後於1972年被觀察到。
長足異鷯已經滅絕。

## 外部連結
- 長足異鷯的立體圖
- 長足異鷯的相片 （页面存档备份，存于）